# Amfípolis

Pla esquemàtic d'Amfípolis

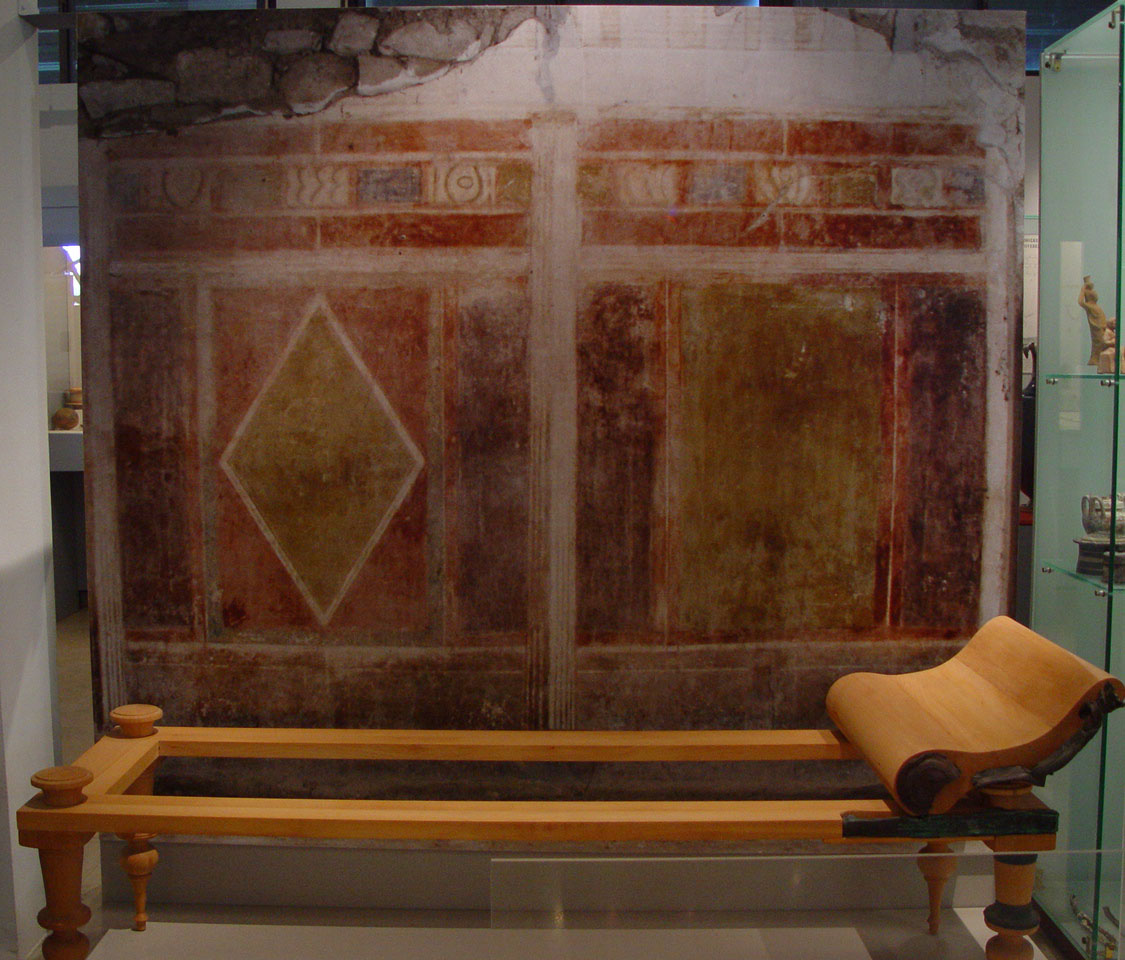
Fresc d'una mansió hel·lenística d'Amfípolis

Amfípolis (llatí: Amphipolis, en grec antic: Ἀμφίπολις) era una ciutat de Macedònia, fronterera amb Tràcia, a la riba oriental de l'Estrímon a uns 25 estadis o 5 km de la costa, segons Tucídides. Sota els romans d'Orient se l'anomenà Popòlia, i el municipi en què es troba actualment s'anomena Amfípolis. El riu passava gairebé pel centre de la ciutat, i d'aquí ve el seu nom Amfi-polis 'ciutat pels dos costats'.
La deïtat principal de la ciutat havia estat Àrtemis Tauròpolos o Braurònia. El ciutadà més cèlebre de la ciutat era el gramàtic Zoilos.

## Història
Darios I el Gran va enviar el general Megabazos a l'oest a sotmetre els peons a la vall alta de l'Estrímon i va arribar fins a Eíon, a la boca del riu, que es va convertir en la capital aquemènida d'Europa; els edons van proveir en aquest temps la guarnició persa. Quan Xerxes va envair Grècia va muntar un pont que travessava el riu a Ennea Hodoi, no se sap si permanent o temporal.
Aristàgores de Milet el 497 aC va tornar a provar de conquerir la ciutat, però va ser rebutjat pels edons i va morir durant l'assalt de la ciutat, segons Heròdot. El següent intent el van fer els atenencs, que amb 10.000 colons van provar de conquerir Ennea Hodoi i Eíon aprofitant la revolta jònia contra els perses, segons Tucídides i Heròdot. El 492 aC els perses no solament havien sotmès als jonis i havien pacificat Tràcia, sinó que Macedònia havia estat afegida a l'imperi. Quan els perses es van retirar el 479 aC els atenencs van intentar de nou conquerir la ciutat. L'hivern del 476 al 475 aC Cimó II va assetjar Eíon i la va ocupar; el darrer governador persa, Boges, es va suïcidar. Deu anys després els atenencs van voler reconquerir Ennea Hodoi, però van ser derrotats i el cap atenenc Sofanes va morir en la lluita (465 aC).
Trenta anys després, Hagnó, fill de Nícies, ho va aconseguir. Va ocupar la ciutat el 437 o 436 aC i hi va establir molts atenencs i altres grecs i la va rebatejar amb el nom d'Amfípolis. També vivien a la vora molts tracis, edons i gent d'altres tribus. La va organitzar de manera que per tres costats era defensada pel riu Estrímon i per l'altra va construir una muralla que s'estenia d'una banda a l'altra del riu. També va construir un pont al sud de la ciutat, que era el pas entre Macedònia i Tràcia. Amfípolis va prosperar i era una de les colònies atenenques més valuoses. La ciutat es va fer prou gran per eclipsar Eíon, que es va convertir en el seu port.
El 431 aC va esclatar la guerra del Peloponès i l'espartà Bràsides va envair les possessions atenenques més al nord i el 424 aC va ocupar Amfípolis, que es va rendir sense lluita. El grec Tucídides, amb naus des l'illa de Tassos, va arribar massa tard per salvar la ciutat, però va aconseguir impedir la caiguda d'Eïon. La pèrdua de la colònia va ser una de les causes principals que van provocar la caiguda de Tucídides. La ciutat era un obstacle per l'armistici entre Esparta i Atenes. Atenes no volia signar cap acord sense recuperar Amfípolis. El 422 aC els atenencs van enviar un exèrcit dirigit per Cleó d'Atenes que va intentar la reconquesta i va fracassar als peus de la muralla, on va ser derrotat i mort. Bràsides també va morir a la lluita.
Els atenencs van haver de cedir i signar la pau de Nícies, amb la promesa d'una futura restitució d'Amfípolis per part d'Esparta; però els colons, entre els quals els atenencs eren minoria, van refusar retornar a la lliga atenenca, i això va ser un motiu més de conflicte entre Atenes i Esparta. Amfípolis va formar una estreta aliança amb Olint. Quan el 413 aC la lluita es va reprendre un cop més, i fins al final de la guerra el 404 aC, la reconquesta d'Amfípolis era l'objectiu prioritari atenenc.
A la primera meitat del segle següent Atenes ho va provar per via diplomàtica, però cada vegada era més difícil perquè la ciutat era cada vegada més gran. El 365 aC el rei Perdicas III de Macedònia va necessitar l'ajut d'Atenes i va cooperar amb el comandant atenenc Timoteu en la conquesta d'Amfípolis. Però una vegada conquerida la ciutat, el rei de Macedònia se la va quedar per a ell mateix i va trencar l'aliança amb Atenes. El 360 aC Perdicas III va morir en lluita amb els il·liris. El va succeir Filip II de Macedònia, amb el qual Atenes va entrar en negociacions, li va oferir suport i li va demanar a canvi Amfípolis. Filip II va acceptar i va retirar les forces macedònies de la ciutat, que va tornar a ser independent. Els atenencs esperaven que es podrien apoderar fàcilment d'Amfípolis, aïllada i sense aliats o protectors, però l'atac de Timoteu d'Atenes va ser rebutjat amb ajut d'Olint (359 aC). Tot seguit Filip II, ja consolidat en el poder, va tornar a la ciutat i la va ocupar. Una guarnició es va establir a Amfípolis i els enemics de Macedònia van ser enviats a l'exili. El 357 aC una revolta entre els aliats atenencs incitada pel sàtrapa de Cària Mausol, va impedir als atenencs cap actuació.
Amfípolis va passar així al Regne de Macedònia. Molts col·laboradors d'Alexandre el Gran eren nascuts a la ciutat, com Eurígios o Nearcos. Alexandre va planejar construir un temple luxós a la ciutat dedicat a Àrtemis Tauropolos, que finalment no va construir. A la seva mort l'11 de juny del 323 aC, la seva viuda Roxana es va establir a la ciutat. La ciutat va ser una de les residències reials. El rei Filip V de Macedònia hi va morir l'any 179 aC.
Va passar a Roma quan la república es va apoderar del Regne de Macedònia. Luci Emili Paule va reorganitzar Macedònia el 168 aC i la va dividir en quatre districtes; Amfípolis era la capital d'un dels districtes.
Els triumvirs la van tenir com a base l'any 42 aC durant la seva guerra contra Marc Juni Brut i Gai Cassi Longí, que va acabar a la batalla de Filipos. Després de la batalla els triumvirs la van declarar ciutat lliure (civitas libera), és a dir, nominalment independent i aliada a Roma.
L'any 50 la va visitar Pau de Tars de camí a Tessalònica, i algun temps després es va crear una església i va ser la seu d'un bisbe. Les excavacions han trobat una antiga església del segle v, però sembla que n'hi hauria hagut una anterior.